# Tony Bass
Tony Bass, pseudoniem van Thieu Baats (Eindhoven, 12 maart 1934 – Valkenswaard, 11 oktober 2005) was een Nederlands zanger en liedjesschrijver. Hij werd bekend in de jaren 60 van de twintigste eeuw. Hij maakte vooral naam met enkele carnavalskrakers. Zijn eerste grote hit was Dat is het einde (1965). 
Zijn meest succesvolle single Ik ben met jou niet getrouwd (1968) - een Nederlandse tekst op de muziek van het Spaanstalige nummer Salud, dinero y amor van Digno García y los Carios - werd opnieuw uitgebracht in 1989 en gecoverd door Doenja in 2017.  In 1969 scoorde hij met het lied Gina Lollobrigida weer een grote hit, geschreven en geproduceerd door Jack de Nijs (Jack Jersey) over de Italiaanse filmactrice. Zijn carnavalshit Bij ons staat op de keukendeur, geschreven door Wim Kersten, dateert van 1970.

## Discografie

### Singles
| Single met eventuele hitnotering(en) in de Nederlandse Top 40 | Datum van verschijnen | Datum van binnenkomst | Hoogste positie | Aantal weken | Opmerkingen             |
| ------------------------------------------------------------- | --------------------- | --------------------- | --------------- | ------------ | ----------------------- |
| Dat is het einde                                              |                       | 12 juni 1965          | 11              | 22           |                         |
| 't is uit de hand gelopen                                     |                       | 1965                  |                 |              | Philips 327.904         |
| Glaasje op...laat je rijden                                   |                       | 1966                  |                 |              | Philips JF 327 996      |
| Ik ben met jou niet getrouwd                                  |                       | 26 oktober 1968       | 8               | 12           |                         |
| 't Saunabad                                                   |                       | 1 februari 1969       | 29              | 4            |                         |
| Gina Lollobrigida                                             |                       | 7 juni 1969           | 13              | 21           |                         |
| Bij ons staat op de keukendeur                                |                       | 17 januari 1970       | 11              | 7            |                         |
| Tonia                                                         |                       | 18 april 1970         | tip             |              |                         |
| Wij zijn de jongens                                           |                       | 15 augustus 1970      | 17              | 4            |                         |
| Elisa                                                         |                       | 30 januari 1971       | 35              | 2            |                         |
| De mosterdpot                                                 |                       | 11 december 1971      | 33              | 3            |                         |
| Had ik jou maar nooit gezien                                  |                       | 5 februari 1972       | 35              | 2            |                         |
| Meisjes zonder zorgen                                         |                       | 13 januari 1973       | tip             |              | Tony & zijn Jumble Band |
| Lady lady                                                     |                       | 2 augustus 1975       | tip             |              | Tony Bass Band          |
| Ik ben met jou niet getrouwd                                  |                       | 1989                  |                 |              | Telstar TSI 4741        |